# جائزة فرنسا الكبرى 1927
جائزة فرنسا الكبرى 1927 هو سباق فورمولا 1.